# Wings Hauser
Wings Hauser (Los Angeles, 12 de dezembro de 1947 – Santa Mônica, 15 de março de 2025) foi um ator, diretor e escritor de filmes estadunidense.

## Vida e carreira
Hauser nasceu em Hollywood na Califórnia, filho de Geraldineeo diretor vencedor do Oscar e produtor Dwight Hauser (1911-1969). Seu irmão Erich Hauser é ator.
Em 1975, Hauser lançou um álbum para RCA Your Love Keeps Me Off the Streets. Para este LP que ele usou o nome de Wings Livinryte. Hauser primeiro chamou atenção em 1977 na novela The Young and the Restless como Greg Foster. Ele já apareceu em 41 séries de televisão, incluindo papéis recorrentes em Beverly Hills 90210, Murder, She Wrote e Roseanne.
Em 1983, ele escreveu a história que se tornou um sucesso de bilheteria na Paramount, Uncommon Valor. Hauser também apareceu em Vice Squad, Deadly Force, No Safe Haven e Tough Guys Don't Dance e o filme francês chamado Rubber que é dirigido pelo músico francês Quentin Dupieux.

### Vida Pessoal
Hauser tem uma filha chamada Bright Hause, de seu primeiro casamento com Jane Boltinhouse. De seu segundo casamento com Cass Warner ele teve um filho o ator Cole Hauser. Wings Hauser foi casado com a atriz Cali Hauser.

## Morte
Hauser morreu por causas naturais, no dia 15 de março de 2025 aos 77 anos.

## Filmografia

### Filmes
- First to Fight (1967) as Ragan (uncredited)
- Who'll Stop the Rain (1978) as Marine Driver
- Vice Squad (1982) as Ramrod
- Homework (1982) as Reddog
- Hear No Evil (1982, TV Movie) as Garrard
- Ghost Dancing (1983, TV Movie) as Frank Carswell
- Deadly Force (1983) as Stoney Cooper
- Mutant (1984) as Josh Cameron
- A Soldier's Story (1984) as Lieutenant Byrd
- Sweet Revenge (1984, TV Movie) as Maj. Frank Hollins
- Terror in the Aisles (1984) as Ramrod (in 'Vice Squad') (archive footage) (uncredited)
- Command 5 (1985, TV Movie) as Jack Coburn
- The Long Hot Summer (1985, TV Mini-Series) as Wilson Mahood
- Dark Horse (1985, TV Movie)
- 3:15 (1986) as Mr. Havilland (uncredited)
- Jo Jo Dancer, Your Life Is Calling (1986) as Cliff
- The Wind (1986) as Phil
- Hostage (1986) as Maj. Sam Striker
- Raw Terror (1986)
- Tough Guys Don't Dance (1987) as Capt. Alvin Luther Regency
- No Safe Haven (1987) as Clete Harris
- Dead Man Walking (1988) as John Luger
- Death Street USA (a.k.a. Nightmare at Noon) (1988) as Ken Griffiths
- The Carpenter (1988) as Carpenter
- The Siege of Firebase Gloria (1989) as Cpl. Joseph L. DiNardo
- L.A. Bounty (1989) as Cavanaugh
- Bedroom Eyes II (1989) as Harry Ross
- Reason to Die (1990) as Elliot Canner
- Marked for Murder (1990) as Emerson
- Coldfire (1990) as Lars
- Street Asylum (1990) as Arliss Ryder
- Out of Sight, Out of Mind (1990) as Victor Lundgren
- Wilding (1990) as Tim Parsons
- Pale Blood (1990) as Van Vandameer
- Living to Die (1990) as Nick Carpenter
- Bump in the Night (1991, TV Movie) as Patrick Tierney
- Frame Up (1991) as Ralph Baker
- The Killers Edge (a.k.a. Blood Money) (1991) as Jack
- Beastmaster 2: Through the Portal of Time (1991) as Arklon
- The Art of Dying (1991) as Jack
- In Between (1991) as Jack Maxwell
- Frame Up II: The Cover-Up (a.k.a. Deadly Conspiracy) (1992) as Sheriff Ralph Baker
- Mind, Body & Soul (1992) as John Stockton
- Exiled in America (1992) as Fred Jenkins
- Road to Revenge (1993) as Huck Finney
- Watchers 3 (1994) as Ferguson
- Skins (a.k.a. Gang Boys) (1994) as Joe Joiner
- Victim of Desire (1995) as Leland Duvall
- Tales from the Hood (1995) as Strom
- Broken Bars (1995) as Warden Pitt
- Guns & Lipstick (1995) as Michael
- Original Gangstas (1996) as Michael Casey
- Life Among the Cannibals (1999) as Vince
- The Insider (1999) as Tobacco Lawyer
- Clean and Narrow (1999) as Sheriff Brand
- Savage Season (2001) as Maddox
- The Blue Lizard (2002) as Little G
- Irish Eyes (a.k.a. Vendetta: No Conscience, No Mercy) (2004) as Kevin Kilpatrick
- The Running (2004) as Not Hasselhoff
- Mystery Woman: Wild West Mystery (2006, TV Movie) as Strother Elam
- Avenging Angel (2007, TV Movie) as Colonel Cusack
- The Stone Angel (2007) as Older Bram
- Rubber (2010) as Man in Wheelchair

### Televisão
- The Young and The Restless (1976 -)
- Magnum, P.I. - "Wave Goodbye" (1981)
- The Fall Guy - "Just a Small Circle of Friends" (1983)
- Hunter - "Dead or Alive" (1984)
- Airwolf - "Airwolf II" (1985)
- The A-Team - "Blood, Sweat, and Cheers", "The Big Squeeze" (1985)
- Murder, She Wrote - "Reflections of the Mind" (1985)
- The Last Precinct (1986)
- Perry Mason - "The Case of the Scandalous Scoundrel" (1987)
- Roseanne (1992–1993) - as neighbor Ty Tilden
- Murder, She Wrote - "Night Fears" (1991), "Love & Hate in Cabot Cove" (1993)
- Space Rangers - "Fort Hope" (1993)
- Walker, Texas Ranger - "Right Man, Wrong Time" (1994)
- Kung Fu: The Legend Continues - "Brotherhood of the Bell" (1995)
- Murder, She Wrote - "Track of a Soldier" (1996)
- JAG - "Sightings" (1996)
- Kingpin (2003)
- House - "Hunting" (2005)
- Bones (TV series) - "The Man in the Mud" (2007)
- The Mentalist - "Paint It Red" (2009)
- Criminal Minds - "Exit Wounds" (2010)